# Stadtwüstung

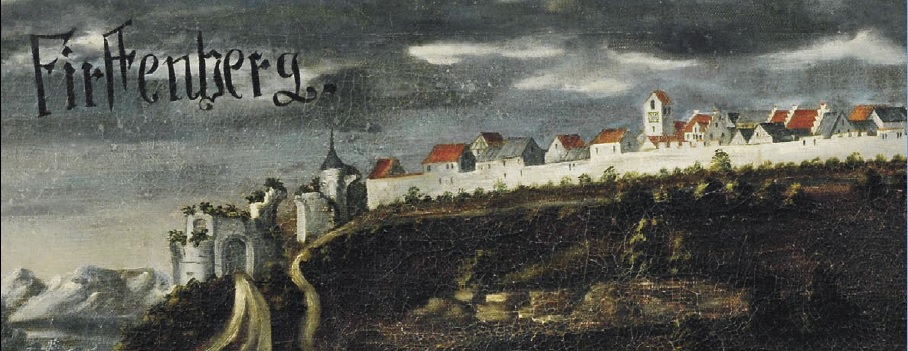
Fürstenberg 1688

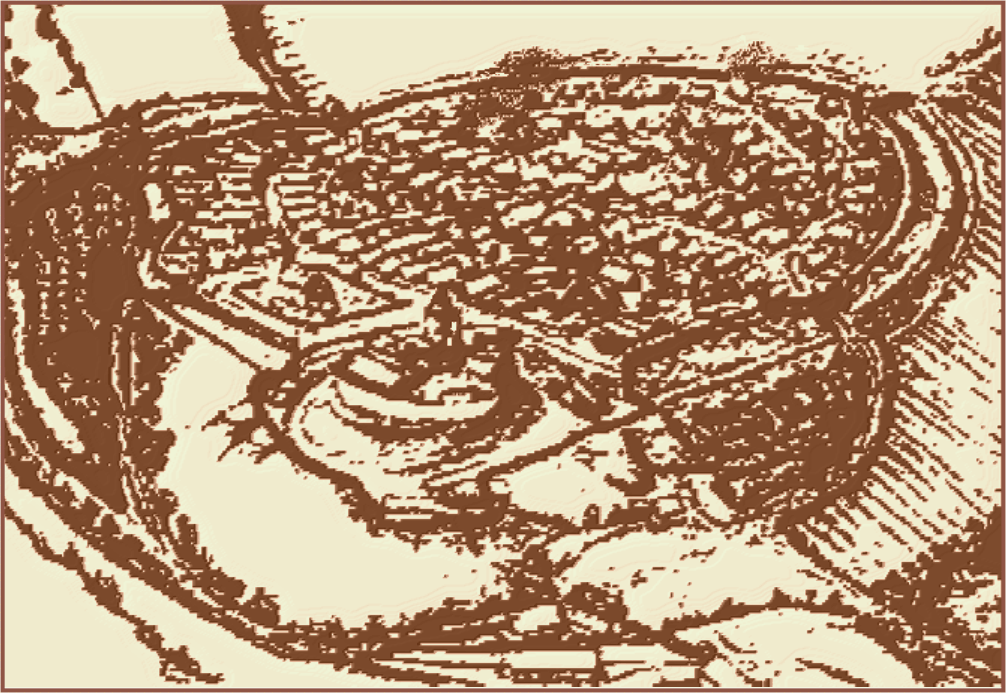
Nienover um 1215

Eine Stadtwüstung bildet die Sonderform einer Wüstung, bei der eine ehemalige Siedlung Stadtrechte besaß. Eine Stadtwüstung ist also eine aufgegebene Stadt.

## Hintergrund
Die Gründe, warum eine Stadt zerstört worden ist, können unterschiedlich sein. Bei manchen waren es milititärische Auseinandersetzungen oder ein großes Feuer, andere sind einer Naturkatastrophe wie einem Erdbeben oder einem Hochwasser zum Opfer gefallen. Einige wurden an derselben Stelle oder in der Nähe neu errichtet, bei anderen wurde darauf verzichtet. Dieses gilt insbesondere dann, wenn es zu einem Wechsel in der Eigentümerschaft gekommen war und der neue Landesherr dieses nicht erlaubte.
Hinzu kommen Beispiele, bei denen sich herausgestellt hatte, dass eine Stadt, die im Mittelalter gegründet worden war, von ihren Einwohnern verlassen wurde, da sich ihre Lage, etwa aufgrund ungünstiger Böden oder Wassermangel als ungünstig herausgestellt hatte. Vergleichbares gilt für Bergstädte, bei denen die abbaubaren Rohstoffe erschöpft waren. Nicht zu den Stadtwüstungen zählen Fälle, bei denen nur der Kern zerstört worden war, die angrenzende bäuerliche Siedlung gleichen Namens erhalten blieb und wieder zu einem Dorf herabgestuft wurde. Ein Beispiel hierfür ist Prinzbach im Schwarzwald.
Die baulichen Überreste von Stadtwüstungen sind ein Forschungsfeld, um das sich die Archäologen des Mittelalters kümmern.

## Beispiele
- Altfridingen, Baden-Württemberg
- Blankenrode, Nordrhein-Westfalen
- Bleiberg, Sachsen
- Corvey, Nordrhein-Westfalen
- Freyenstein, Brandenburg
- Fürstenberg, Baden-Württemberg
- Kincardine, Schottland
- Koppenstein, Rheinland-Pfalz
- Landsberg, Hessen
- Nienover, Niedersachsen